# Nguyễn Hữu Độ (chính khách)
Nguyễn Hữu Độ (sinh năm 1962) là một chính trị gia người Việt Nam. Ông nguyên là Thứ trưởng Bộ Giáo dục và Đào tạo Việt Nam.

## Xuất thân
Ông sinh ngày 29 tháng 8, năm 1962.

## Giáo dục
Ông là cử nhân sư phạm toán.
Năm 2015, ông bảo vệ luận án tiến sĩ về quản lí giáo dục tại ĐHSP Hà Nội, luận văn ông có nhan đề ''Xây dựng và sử dụng đội ngũ giáo viên cốt cán trong phát triển nghề nghiệp giáo viên THPT thành phố Hà Nội".

## Sự nghiệp
Năm 2005, ông là Phó Giám đốc Sở Giáo dục và Đào tạo thành phố Hà Nội.
Từ năm 2007 đến ngày 22 tháng 9 năm 2017, ông là Giám đốc Sở Giáo dục và Đào tạo Hà Nội, Ủy viên Ban chấp hành Thành ủy Hà Nội. Ngày 22 tháng 9 năm 2017, Thủ tướng Nguyễn Xuân Phúc quyết định điều động, bổ nhiệm ông làm Thứ trưởng Bộ Giáo dục và Đào tạo Việt Nam (quyết định 1438/QĐ-TTg). Đến ngày 1 tháng 6 năm 2023, ông được cho nghỉ hưu và thôi mọi chức vụ liên quan.

## Lĩnh vực phụ trách:
a) Phụ trách các lĩnh vực: Giáo dục phổ thông; giáo dục thường xuyên; đổi mới chương trình giáo dục phổ thông; kiểm định chất lượng giáo dục phổ thông; phân luồng và hướng nghiệp học sinh; công tác chuyển đổi số, ứng dụng công nghệ thông tin trong lĩnh vực được phân công.
b) Phụ trách các đơn vị: Vụ Giáo dục Tiểu học; Vụ Giáo dục Trung học; Vụ Giáo dục thường xuyên; Cục Quản lý chất lượng; Ban Quản lý Đề án ngoại ngữ quốc gia.
c) Phụ trách các địa bàn: Các tỉnh Đồng bằng sông Hồng.
d) Phụ trách các Đề án: Đề án Phát triển các trường trung học phổ thông chuyên giai đoạn 2010 - 2020; Đề án Xây dựng xã hội học tập giai đoạn 2012 - 2020; Đề án Dạy tiếng Việt cho người Việt Nam ở nước ngoài; Đề án dạy và học ngoại ngữ trong hệ thống giáo dục quốc dân giai đoạn 2017 - 2025.
đ) Tham gia các Ban chỉ đạo, Hội: Ủy ban quốc gia về Người cao tuổi Việt Nam; Hội Khuyến học Việt Nam.
e) Thực hiện các nhiệm vụ khác theo sự phân công của Bộ trưởng.

## Danh hiệu
- Nhà giáo Ưu tú